# Хімба
Хімба — народ (20-50 тис. осіб), що живе в північній Намібії в області Кунене. Хімба — кочовий народ, що веде своє походження від народу гереро. Вони розмовляють мовою отжихімба (англ. Otjihimba), діалектом мови гереро.

## Походження
Хімба (разом з гереро) мігрували в Намібію зі східної Африки кілька сотень років тому. Близько 150 років тому гереро відділилися від хімба і переселилися далі на південь.

## Господарські заняття

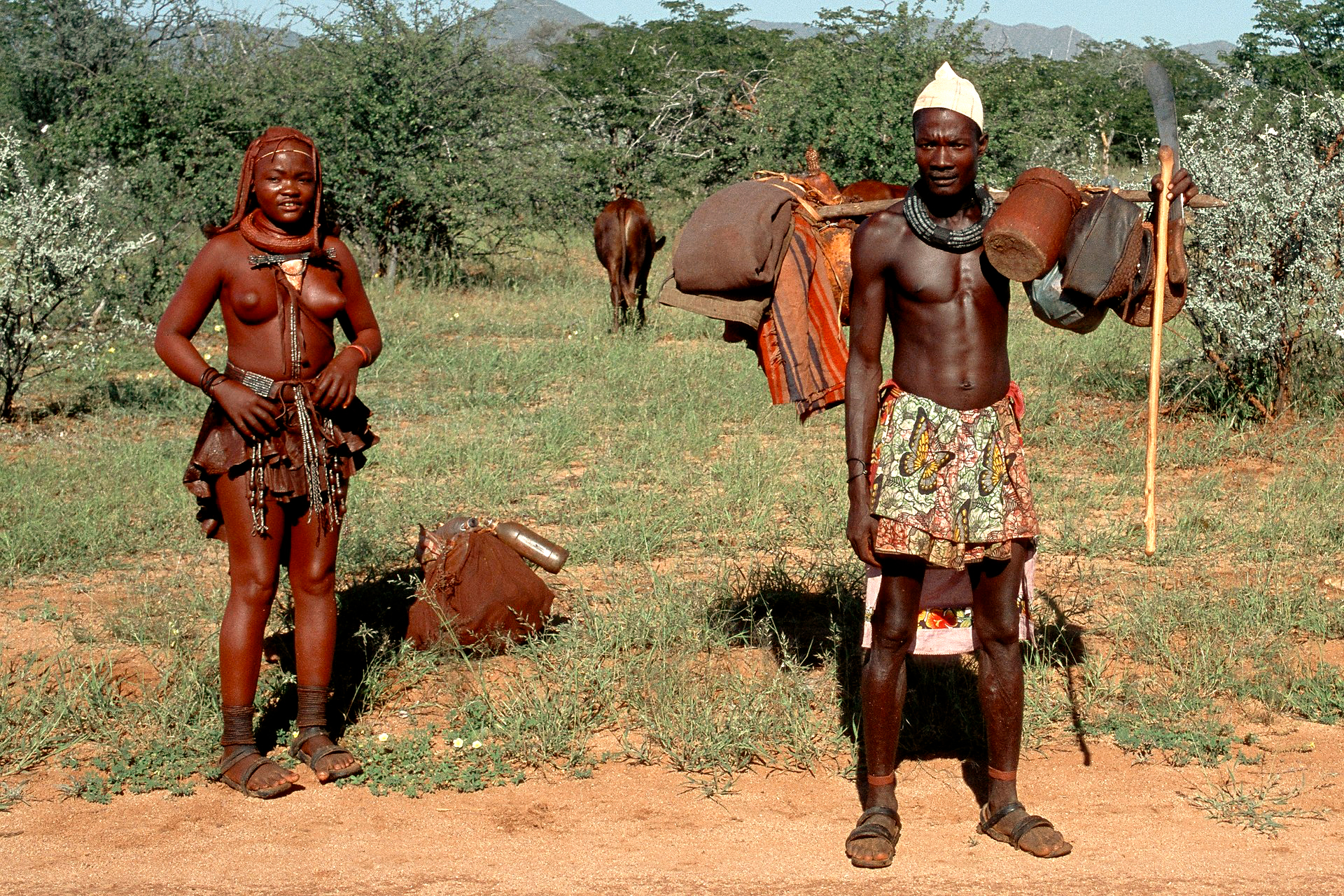

Хімба займаються розведенням рогатої худоби, кіз і овець. Жінки є відповідальними за доїння корів. Також жінки піклуються про дітей (одна жінка може взяти на себе турботу про дітей іншої). Крім цього жінки часто виконують важчу роботу, ніж чоловіки: носять воду в село і будують будинки.

## Житло

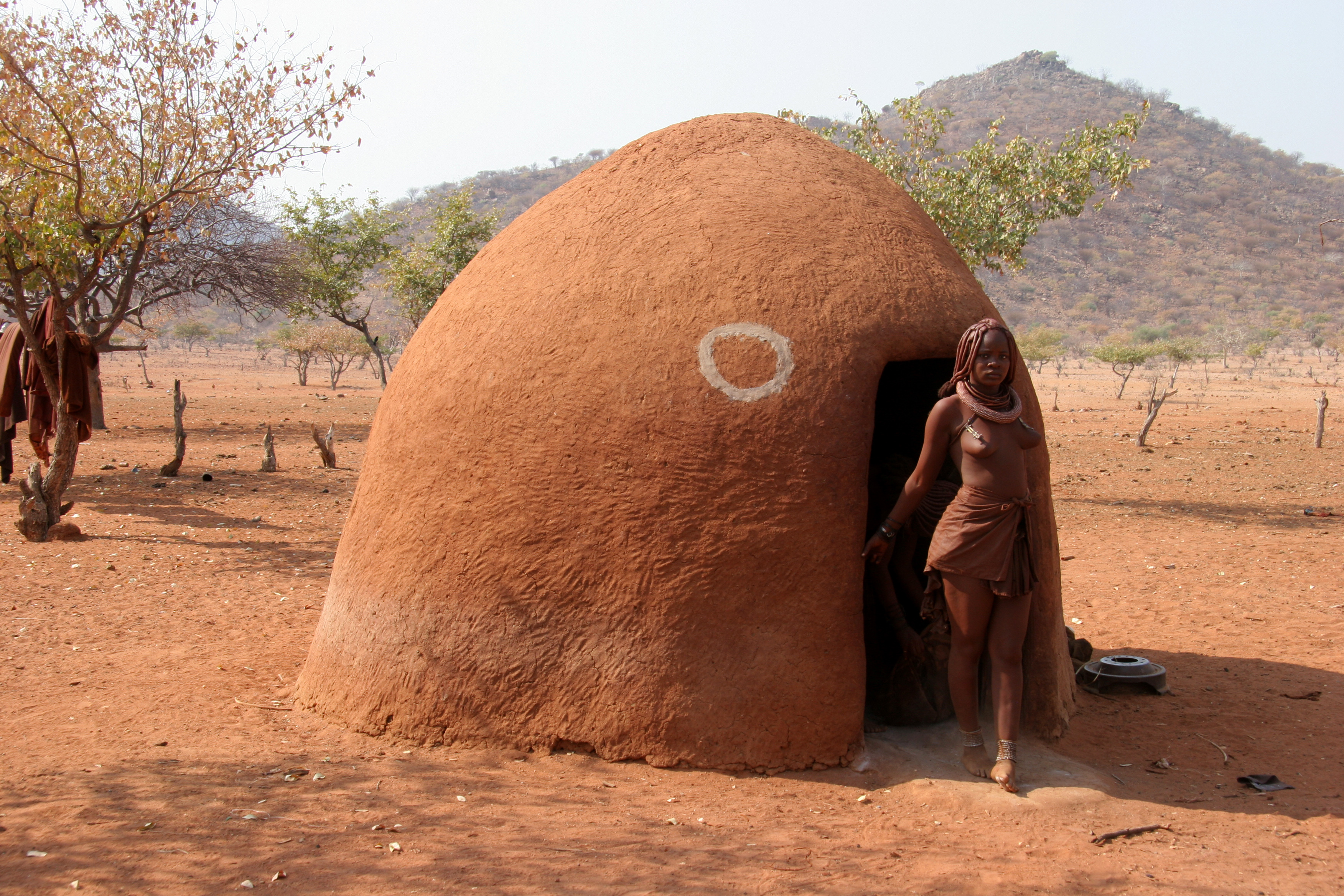
Традиційний будинок хімба

Будинки хімба мають конусоподібну форму і будуються з молодих дерев, які потім покриваються брудом і гноєм.

## Вірування
Хімба зберегли свої традиційні вірування в тому числі культ предків і ритуали, пов'язані зі священним вогнем (окоруво), які вважаються важливою сполучною ланкою між світом живих і загробним світом. Священний вогонь підтримується поки живий глава племені. Коли ж він помирає, його будинок руйнують, а вогонь гасять. Його сім'я всю ніч здійснює ритуальні танці. Перед похованням вождя всі говорять йому: «Karepo nawa», що можна перекласти як «не хворій».

## Одяг

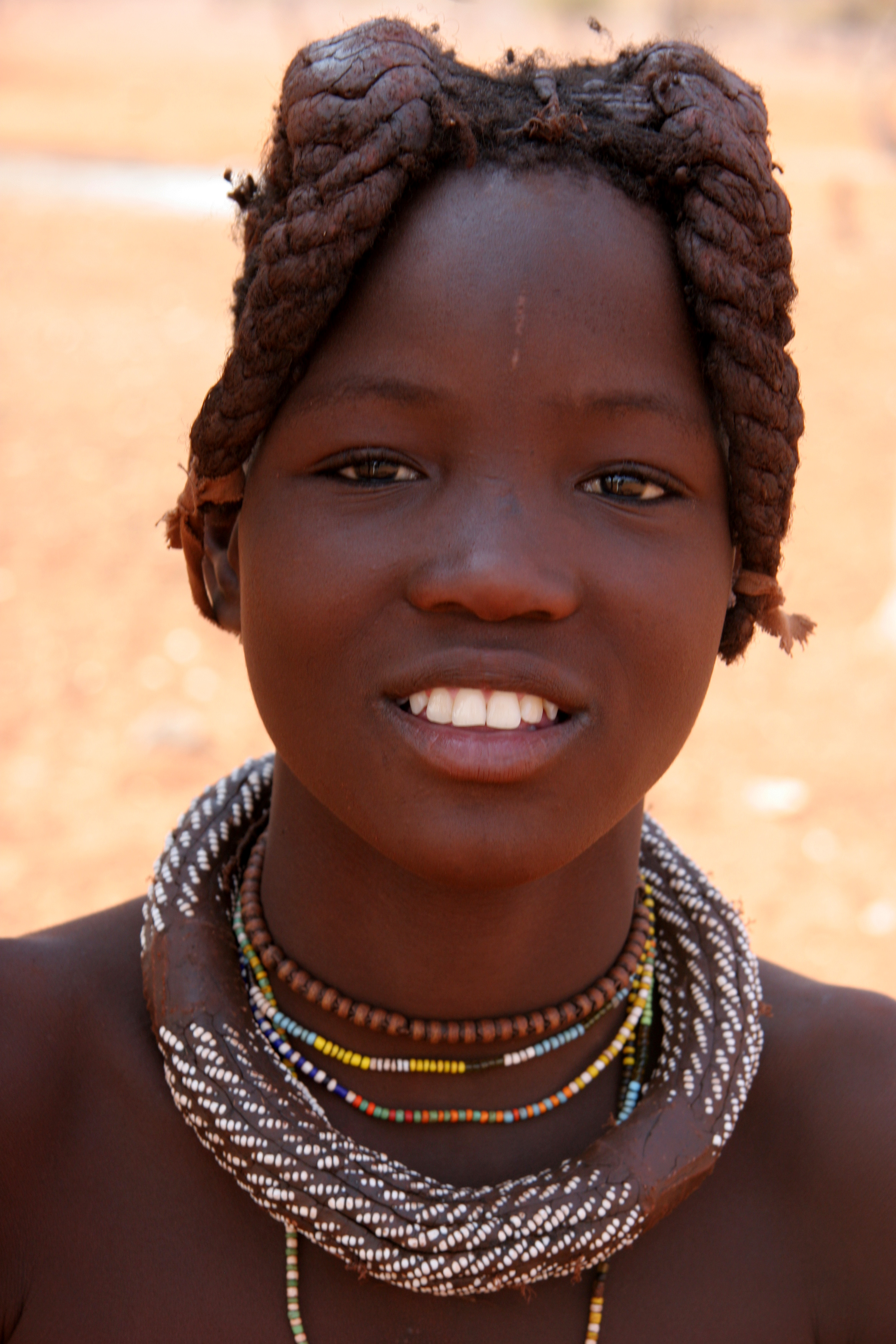
Жінка хімба

Для хімба зачіска, одяг і прикраси мають важливе значення в їх традиційній культурі. Навіть новонароджених немовлят прикрашають перловим намистом, а старші діти носять браслети з міді, прикрашені черепашками.

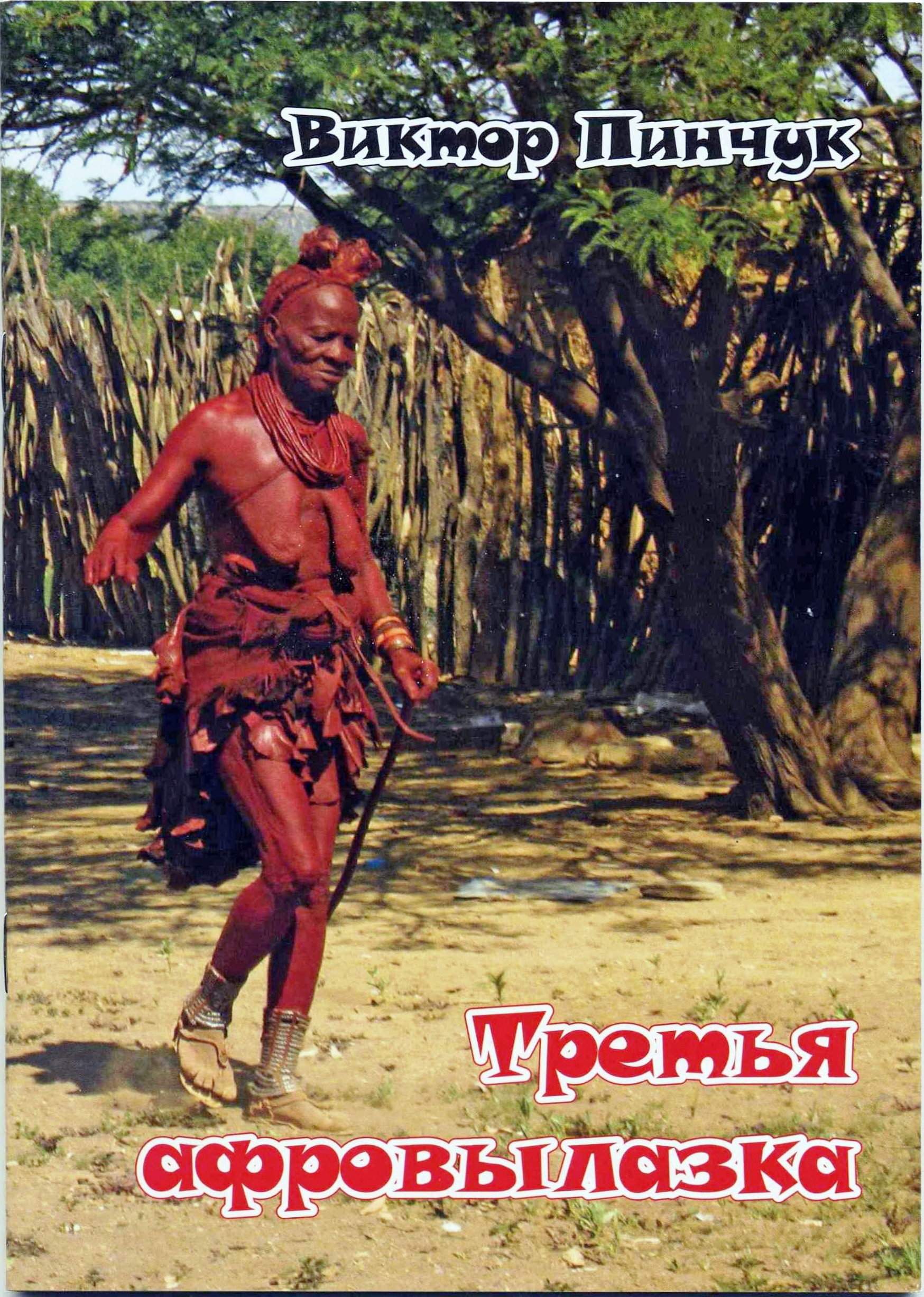
Хімба на обкладинці книги

Жінки хімба носять спідниці з цапиної шкіри, прикрашені черепашками і ювелірними виробами з міді.
І чоловіки і жінки покривають своє тіло сумішшю з охри, жиру і попелу, щоб захистити шкіру від сонця. Досить часто в цю пасту (otjize) додається ароматична смола чагарнику омузумба (Klaus G. Förg 2004: 145). Ця суміш надає їх шкірі червонуватий відтінок, який символізує кров, яка своєю чергою символізує життя.
Жінки заплітають одна одній коси і також покривають їх цією сумішшю. За зачіскою жінки можна визначити її сімейний стан. Зачіски чоловіків також відображають їх сімейний стан. Наприклад, одружені чоловіки носять тюрбани.
Сучасний одяг у хімба практично відсутній, але якщо він і з'являється, то його отримують чоловіки.
Із сучасних предметів побуту хімба використовують тільки пластикові пляшки і целофанові пакетики, для зберігання речей, і прикрас.

## Родовий лад
Через суворість клімату пустелі, в якій живуть хімба, і їх ізольованості від зовнішнього світу, плем'я зуміло зберегти свій традиційний спосіб життя. Хімба живуть в родовому ладі, заснованому на білатеральному спадкуванні.
Згідно з концепцією білатерального спадкування, кожен член племені належить до двох кланів: по батьківській лінії (патріклан) і по материнській лінії (матріклан). Очолюють клани найстаріші чоловіки. Сини живуть в клані свого батька і матері, а дочки, коли виходять заміж, вирушають жити в клан чоловіка.

## Історія
У середині 1800-х хімба були розорені плем'ям нама, і їм довелося займатися полюванням. У зв'язку з цими подіями хімба отримали назву тжимба, що походить від місцевої назви тварини трубкозуба. Багато хімба переселилися в Анголу, де їх стали називати овахімба, що означає «жебрак». Лідер хімба, Віта, також покинув плем'я. Після Першої світової війни він переселився зі своїми людьми назад у Намібію.
У 1904 році хімба зазнали геноциду з боку німецької колоніальної держави під керівництвом  Лотара фон Трота, яка винищила інші народи Намібії, зокрема, гереро та нама.
У 1980-х хімба практично припинили своє існування. Найжорстокіша посуха згубила 90 % рогатої худоби, тому багато хімба покинули плем'я і як біженці вирушили в місто Опуво.
У 1990-х хімба почали своє відродження. Уряд Намібії забезпечує дітей хімба мобільними школами.